# Rue de la Nouvelle-Ville
La rue de la Nouvelle-Ville (polonais : ulica Nowomiejska)  est une rue située dans l'arrondissement de Śródmieście (Centre-ville) à Varsovie.

## Sources
- (pl) Cet article est partiellement ou en totalité issu de l’article de Wikipédia en polonais intitulé « Ulica Nowomiejska w Warszawie » (voir la liste des auteurs).